# Корофин (Клэр)
Корофин (англ. Corofin; ирл. Cora Finne) — деревня в Ирландии, находится в графстве Клэр (провинция Манстер).

## Демография
Население — 485 человек (по переписи 2006 года). В 2002 году население составляло 382 человек.
Данные переписи 2006 года:
| Общие демографические показатели |               |                               |                               |      |      |
| Всё население                    | Всё население | Изменения населения 2002—2006 | Изменения населения 2002—2006 | 2006 | 2006 |
| 2002                             | 2006          | чел.                          | %                             | муж. | жен. |
| 382                              | 485           | 103                           | 27                            | 240  | 245  |

## Города-побратимы
- Тонкедек (Франция, с 1999)[3]